# Charles J. Albright

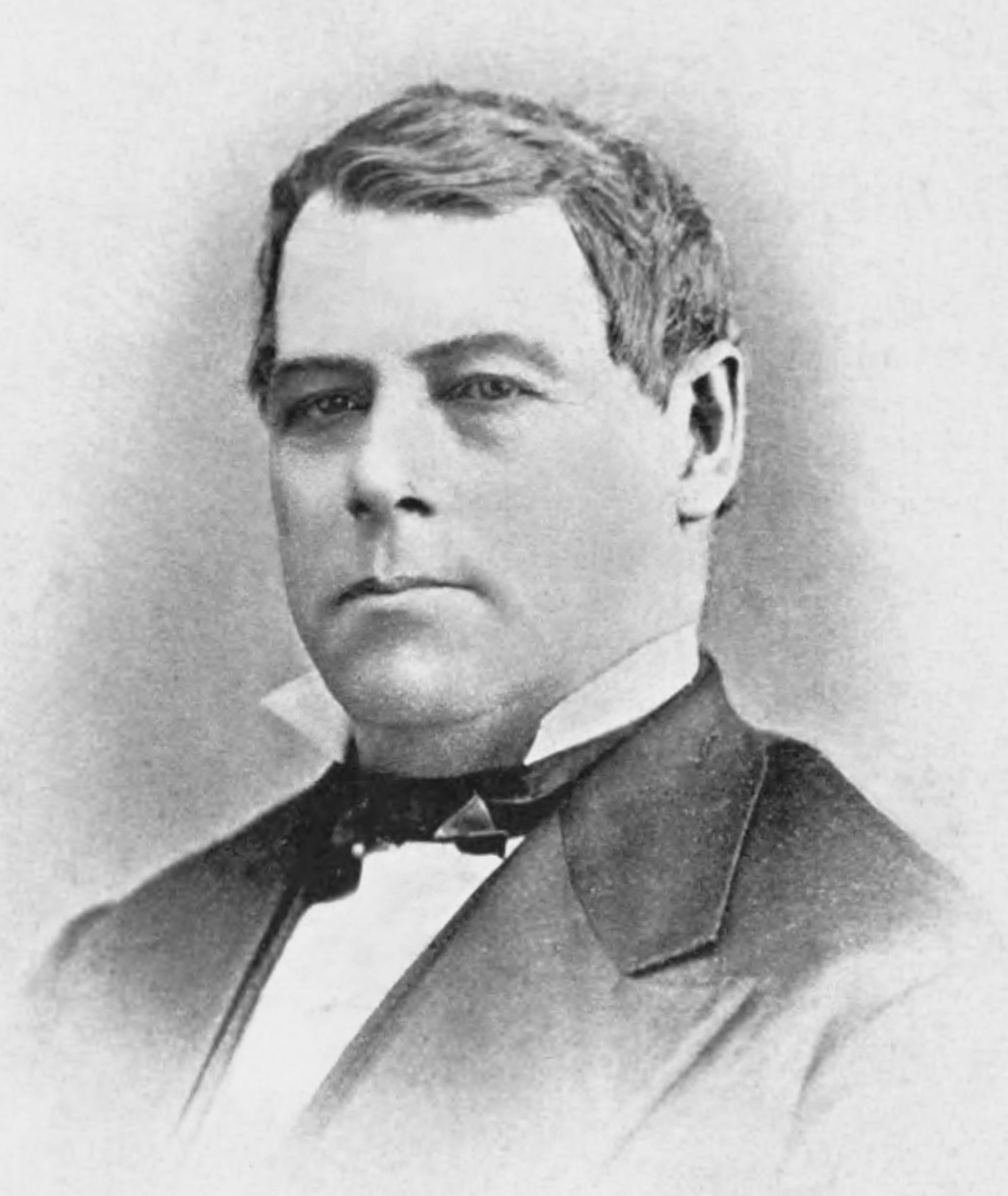
Charles J. Albright (vor 1883)

Charles Jefferson Albright (* 9. Mai 1816 in Carlisle, Pennsylvania; † 21. Oktober 1883 in Cambridge, Ohio) war ein US-amerikanischer Politiker. Zwischen 1855 und 1857 vertrat er den Bundesstaat Ohio im US-Repräsentantenhaus.

## Werdegang
Im Jahr 1824 zog Charles Albright mit seinen Eltern in das Allegheny County. Er erhielt nur eine eingeschränkte Schulausbildung und arbeitete für einige Zeit in einem Laden, der Geschirrzeug für Pferdegespanne verkaufte, und dann in einem normalen Einkaufsladen. Anschließend absolvierte er eine Lehre im Druckerhandwerk. Im Jahr 1832 zog er auf eine Farm in der Nähe von Cambridge in Ohio. In den Jahren 1840 bis 1845 sowie von 1848 bis 1855 gab er die ihm gehörende Zeitung Guernsey Times heraus. Zwischen 1841 und 1844 fungierte er als Sekretär des Schulrevisionsausschusses im Guernsey County (Board of School Examiners). Politisch war er zunächst Mitglied der kurzlebigen Opposition Party. Er schloss sich aber sehr bald der 1854 gegründeten Republikanischen Partei an.
Bei den Kongresswahlen des Jahres 1854 wurde Albright noch als Kandidat der Opposition Party im 17. Wahlbezirk von Ohio in das US-Repräsentantenhaus in Washington, D.C. gewählt, wo er am 4. März 1855 die Nachfolge von Wilson Shannon antrat. Da er im Jahr 1856 nicht bestätigt wurde, konnte er bis zum 3. März 1857 nur eine Legislaturperiode im Kongress absolvieren. Diese war von den Ereignissen im Vorfeld des Bürgerkrieges geprägt.
1855 war Charles Albright Vizepräsident des regionalen Parteitages der Republikaner in Ohio; in den Jahren 1856 und 1860 nahm er als Delegierter an den jeweiligen Republican National Conventions teil, auf denen John C. Frémont bzw. Abraham Lincoln als Präsidentschaftskandidaten nominiert wurden. Während des Bürgerkrieges war er Vorsitzender des Militärausschusses im Guernsey County. Von 1862 bis 1869 leitete er den 16. Bundesfinanzdistrikt für Ohio. 1873 war er Delegierter auf einem Verfassungskonvent seines Staates; im Jahr 1875 gehörte er dem Wohlfahrtsausschuss von Ohio an. Sein letztes öffentliches Amt war das des Vorsitzenden des Schulrevisionsausschusses der Cambridge Union School. Diesen Posten bekleidete er zwischen 1881 und 1883. Er starb am 21. Oktober 1883 in Cambridge, wo er auch beigesetzt wurde.